# Дуоденогастральный рефлюкс

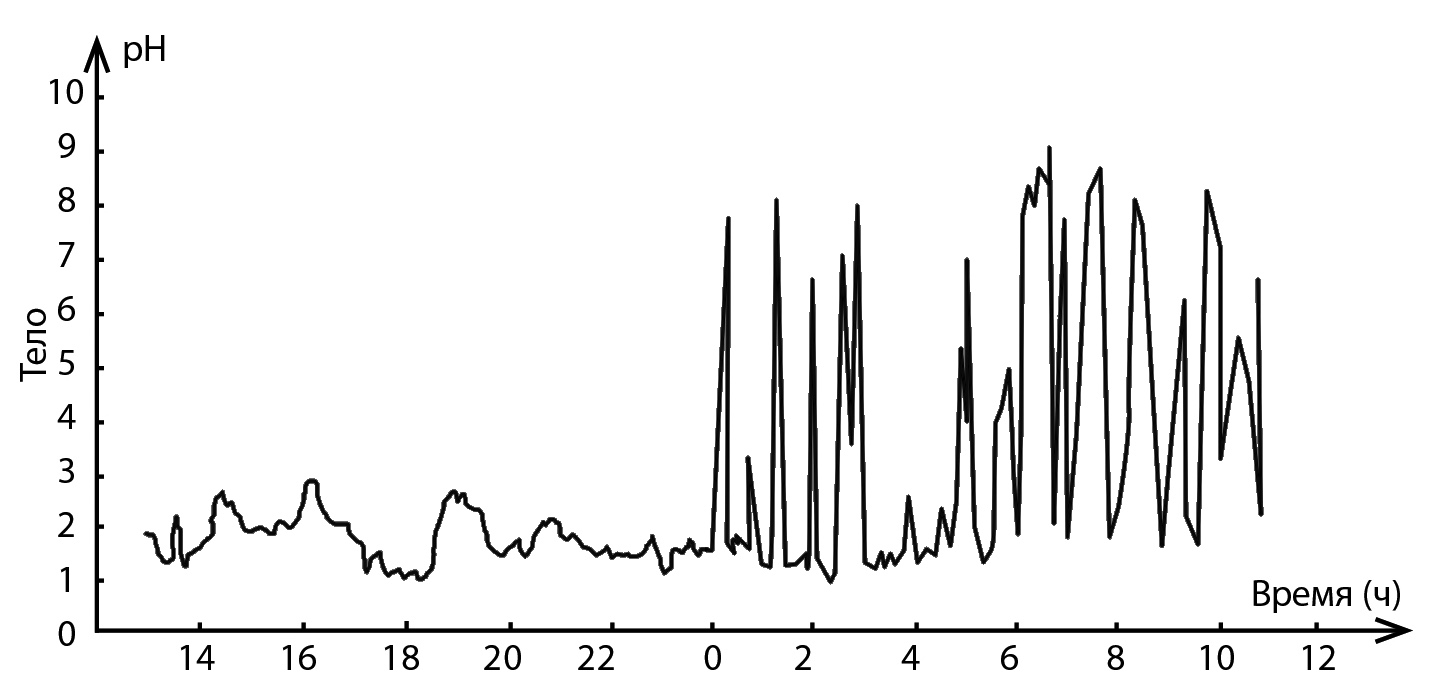
Суточная pH-грамма тела желудка с дуоденогастральными рефлюксами (направленные вверх пики в правой части графика, означающие смещение баланса pH в сторону щелочности)

Дуоде́ногастра́льный рефлю́кс (ДГР) — заброс содержимого двенадцатиперстной кишки в желудок.
Причиной ДГР является недостаточность замыкательной функции привратника, хронический дуоденит и повышенное давление в двенадцатиперстной кишке (ДПК).
ДГР ведёт к поражению слизистой оболочки желудка, преимущественно примыкающему к ДПК антрального отдела желудка, жёлчными кислотами, их солями, панкреатическими ферментами, лизолецитином и другими компонентами дуоденального содержимого.
В отношении ДГР у здоровых людей у гастроэнтерологов существуют несколько отличающиеся мнения, которые выражаются в формулировках. Так одни считают, что дуоденогастральный рефлюкс встречается у здоровых людей, другие пишут более определённо: ДГР постоянно присутствует у здоровых людей, занимает около 40% времени суток и усиливается ночью.
Длительное существование ДГР приводит к возникновению так называемого гастрита типа С (химико-токсического).
Клинически себя проявляют только выраженные, длительно существующие рефлюксы. У пациентов появляется желтый налет на языке, боли в животе без чёткой локализации, диспепсия (отрыжка, изжога). При появлении этих признаков стоит выполнить комплексное обследование: УЗИ органов брюшной полости, ЭГДС, комплексную суточную pH-метрию (исследование кислотности) нижней трети пищевода, кардиального отдела и тела желудка. В стандарты диагностики не входит электрогастроэнтерография. Особенно важно исследование уровня кислотности в желудке, так как этот метод позволяет наиболее достоверно установить наличие или отсутствие дуоденогастрального рефлюкса и степень его выраженности.

## Лекарственная терапия и хирургическое лечение
Лечение ДГР направлено на нормализацию моторики и связывание жёлчных кислот. Так как жёлчные кислоты и лизолецитин оказывают повреждающее действие только в присутствии кислоты, то, при наличии тех или иных клинических проявлений, могут назначены ингибиторы протонного насоса. Для уменьшения забросов в желудок содержимого ДПК назначают блокаторы дофаминовых D2-рецепторов (домперидон и др.) и другие прокинетики. Для уменьшения повреждающего действия жёлчных кислот на слизистую оболочку желудка применяют препараты урсодезоксихолиевой кислоты.
Хирургическое вмешательство показано, если из-за зияния привратника консервативные меры не дают стойкого результата, или же заболевание прогрессирует. В этом случае выполняется пластика привратника.